# 深木〜sinboku〜
『深木〜sinboku〜』（しんぼく）は、2010年10月28日から2011年3月24日までフジテレビが木曜深夜に編成していた関東ローカルの深夜番組レーベル。

## 放送番組一覧
- マツコの部屋
- ミッドナイトアートシアター